# Museu Egipci
Het Museu Egipci de Barcelona (Spaans: Museo Egipcio de Barcelona) is een museum in Barcelona gewijd aan de Egyptische oudheid. Het museum wordt beheerd door de Fundació Arqueològica Clos.
Op drie verdiepingen (2000 m²) zijn 1000 objecten op een didactische manier tentoongesteld. Alledaagse voorwerpen zoals cosmetica, maar ook geloof of begrafenisrituelen worden onder de aandacht gebracht. In het museum bevinden zich tentoonstellingsruimten, opleidingslokalen en een gespecialiseerde bibliotheek.
Het museum is gelegen in een zijstraat van de Passeig de Gràcia, in de buurt van Casa Batlló, en is bereikbaar via de metrostations Diagonal en Passeig de Gràcia.